# Пахание Христа и апостолов
Пахание Христа и апостолов — сюжет многих старинных апокрифов, легенд, народных сказок и песен.
В средневековых индексах (списках) отреченных книг сказание о том, «как Христос плугом поле орал», приписывалось болгарскому священнику Иеремии. Легенды и песни на эту тему были многочисленны в России и у южных славян. На Украине эти песни ходили в виде колядок, с таким обычным началом:
А в поли, поли, сам плужок ope

А за тым плужком сам Господь ходе

Святый Петро погоняе…
Среди фольклористов и филологов, изучавших данный сюжет, ЭСБЕ называет Николая Янчука; Николая Тихонравова; Александра Веселовского; Матвея Соколова; Николая Сумцова; Василия Василевского; Александра Потебню и Петра Иванова.